# Stazione di Cambiano-Santena
Stazione di Cambiano-Santena vasútállomás Olaszországban, Cambiano településen.

## Vasútvonalak
Az állomást az alábbi vasútvonalak érintik:
- Torino–Genova-vasútvonal

## Kapcsolódó állomások
A vasútállomáshoz az alábbi állomások vannak a legközelebb:
- Stazione di Trofarello (Stazione di Caselle Aeroporto, Linea SFM6)
- Stazione di Pessione (Stazione di Asti, Linea SFM6)